# Norbert Koch (Physiker)
Norbert Koch (* 20. Juni 1971 in Villach) ist ein österreichischer Physiker.

## Leben
Koch studierte an der Technischen Universität Graz in Österreich, erwarb 1997 das Physik-Diplom mit Auszeichnung bei Günther Leising. Im Jahr 2000 promovierte er ebenfalls an der Technischen Universität Graz mit dem Thema „Electronic Properties of Organic/Metal Interfaces“.
Von 2000 bis 2002  war er assoziiertes Mitglied im Forschungsverbund (Joint Research Associate) des Department of Chemistry und des Department of Electrical Engineering an der Princeton University, Princeton (USA), bis 2004 dann assoziiertes Mitglied (Research Associate) am Institut für Physik an der Berliner Humboldt-Universität zu Berlin. Seit 2004 leitet er die Emmy Noether Nachwuchsgruppe Supramolekulare Systeme an der dortigen Universität. Den Ruf der Humboldt-Universität auf die Professur Struktur, Dynamik und elektronische Eigenschaften molekularer Systeme hat er 2009 angenommen. Seine Arbeitsgruppe befindet sich im ehemaligen Motorenhöhenprüfstand, einem historischen Baudenkmal in Adlershof.
Koch forscht auf den Gebieten der organischen Elektronik und der molekularen Elektronik, wo es um die Realisierung von opto-elektronischen Bauelementen (Leuchtdioden, Solarzellen, Transistoren, Speicherelemente) mit organischen Halbleitermaterialien geht. Mittels winkel- und energieabhängiger Photoelektronenspektroskopie wurde in seiner Arbeitsgruppe die elektronische Bandstruktur von kristallinen Schichten aus Pentacen bei Raumtemperatur untersucht. Dabei wurden Hinweise auf band-ähnlichen Ladungsträgertransport in diesen Schichten gefunden. Anwendung könnten diese Erkenntnisse auf dem Gebiet der druckbaren flexiblen Schaltungen, organischen Leuchtdioden (OLEDs) und Displays bis hin zu großen OLED-Flachbildschirmen gewinnen. Im Unterschied zur etablierten Standardtechnologie auf der Basis von Silizium sind die Zusammenhänge in organischen elektronischen Materialien wesentlich komplexer.
Koch ist Mitglied der Deutschen Physikalischen Gesellschaft, der American Vacuum Society und der Materials Research Society.

## Auszeichnungen
2008 erhielt Koch den Karl-Scheel-Preis für seine Forschungsarbeiten an „Konjugierten organischen Materialien und deren funktionalen Grenzflächen“. 

## Veröffentlichungen (Auswahl)
- B. Bröker, O. T. Hofmann, G. M. Rangger, P. Frank, R.-P. Blum, R. Rieger, L. Venema, A. Vollmer, K. Müllen, J. P. Rabe, A. Winkler, P. Rudolf, E. Zojer, N. Koch: Density-Dependent Reorientation and Rehybridization of Chemisorbed Conjugated Molecules for Controlling Interface Electronic Structure. Phys. Rev. Lett. 104 (2010) 246805
- H. Yamane, A. Gerlach, S. Duhm, Y. Tanaka, T. Hosokai, Y. Y. Mi, J. Zegenhagen, N. Koch, K. Seki, F. Schreiber: Site-Specific Geometric and Electronic Relaxations at Organic-Metal Interfaces. Phys. Rev. Lett. 105 (2010) 046103
- S. Blumstengel, H. Glowatzki, S. Sadofev, N. Koch, S. Kowarik, J. P. Rabe, F. Henneberger: Band-offset engineering in organic/inorganic semiconductor hybridstructures. Phys. Chem. Chem. Phys. 12 (2010) 11642
- P. Frank, T. Djuric, M. Koini, I. Salzmann, R. Rieger, K. Müllen, R. Resel, N. Koch, A. Winkler: Layer growth, thermal stability and desorption behavior of hexaaza-triphenylene hexacarbonitrile on Ag (111). J. Phys. Chem. C 114 (2010) 6650
- K. Medjanik, D. Kutnyakhov, S. A. Nepijko, G. Schönhense, S. Naghavi, V. Alijani, C. Felser, N. Koch, R. Rieger, M. Baumgarten, K. Müllen: Electronic structure of large disc-type donors and acceptors. Phys. Chem. Chem. Phys. 12 (2010) 7184
- J.-O. Vogel, I. Salzmann, S. Duhm, J. P. Rabe, N. Koch, Phase-separation and mixing in thin films of co-deposited rod-like conjugated molecules. J. Mater. Chem. 20 (2010) 4055